# Boradigah
Boradigah è un comune dell'Azerbaigian situato nel distretto di Masallı. Conta una popolazione di 5 591 abitanti.